# Focus (gruppo musicale)
(Thijs van Leer)
I Focus sono un gruppo olandese fondato nel 1969 dall'organista, flautista e cantante Thijs van Leer con il chitarrista Jan Akkerman. Il loro sound è associato al progressive rock.

## Storia del gruppo

### Gli anni settanta e ottanta
Nel 1970, quando fu pubblicato il primo album, In and out of focus, la formazione originale comprendeva, oltre ai già citati Thijs van Leer e Jan Akkerman, anche il bassista Martin Dresden e il batterista Hans Cleuver. L'album non riuscì a sconfinare dall'Olanda ed ebbe un successo commerciale limitato. Jan Akkerman lascia quasi subito il gruppo e si unisce al bassista Cyril Havermans e all'amico batterista Pierre van der Linden, con il quale aveva già suonato in precedenza.
Quando, poco dopo, Cleuver e Dresden lasciano il primo nucleo dei Focus, Thijs Van Leer si unisce a Jan Akkerman nella nuova formazione del gruppo, che manterrà il nome. Questa formazione l'anno seguente pubblicherà uno degli album più noti della loro carriera, Moving waves, nel quale compaiono già gli elementi tipici che caratterizzano il gruppo, dai riff di Jan Akkerman uniti allo stesso tempo ad uno stile classicheggiante alle sezioni flautistiche di Van Leer, che usa il flauto in un contesto rock con uno stile che ricorda Ian Anderson dei Jethro Tull, nonché i ricorrenti assolo di batteria; inoltre lo stesso Van Leer fa spesso uso di un cantato insolito, con le tecniche del falsetto, jodeling e testi nonsense.
L'album contiene uno dei pezzi più noti del gruppo, l'ironico hard-jodel Hocus pocus.
Nel 1973 Havermans viene sostituito dal bassista Bert Ruiter e viene pubblicato Focus 3, che vanta pezzi altrettanto noti come Sylvia e Answers questions, questions answers!. Segue un album dal vivo che documenta la storia del gruppo nel loro periodo "classico": Live at the Rainbow.
Nel 1974 Van der Linden viene sostituito da Colin Allen, ex Stone the Crows, e il gruppo pubblica "Hamburger concerto", un tentativo ben riuscito di connubio tra rock e classica nel quale riesce comunque a mantenere le caratteristiche che lo hanno sempre distinto. Ha qui inizio il lento declino del gruppo anche a causa del passare delle tendenze progressive: nel 1975 esce l'album in studio Mother focus con il nuovo batterista David Kemper che dimostra l'avvicinamento ad uno stile jazz-rock. L'anno seguente Jan Akkerman, deluso dalle nuove direzioni del gruppo, abbandona e viene sostituito all'ultimo momento dal chitarrista jazz/fusion Philip Catherine. La Sire records, l'etichetta del gruppo pubblica Ship of Memories, che contiene registrazioni degli anni 1970-1975 scartate dagli album precedenti, dopo di che il gruppo si scioglie. Thijs van Leer avrà in seguito delle collaborazioni sporadiche con Jan Akkerman ed entrambi continueranno nella loro attività solistica.
Nel 1978 il cantante statunitense P. J. Proby con Catherine e i reduci del gruppo registrano l'album Focus con Proby, per poi sciogliersi subito dopo. Il gruppo nel 1985 si riunisce temporaneamente per registrare un album omonimo da titolo Focus senza ottenere risultati di rilievo e si scioglie nuovamente. Durante gli anni novanta, grazie una leggera ripresa del progressive classico, il gruppo compare in alcune trasmissioni olandesi come Veronika e Goud van Oud ma non registra niente.

### Una nuova pelle per il gruppo: "Focus 8" e "Focus 9/New skin"
Nel 2002 Thijs Van Leer decide di ricostruire i Focus, dopo molti anni di inattività, ma al progetto non prende parte Jan Akkerman che continuerà la sua attività da solista. Non fa mancare la sua presenza nei vari Jazz Festival del Nord Europa, anche se la sua fama rimarrà legata principalmente alla terra di origine. Nel 2003 uscì per la Musea un nuovo album in studio, intitolato Focus 8, registrato con una nuova formazione e della formazione originale rimane Thijs van Leer mentre Jan Akkerman è sostituito da Jan Dumèe. I Focus partono in tournée rivisitando i loro vecchi successi e nello stesso anno esce il DVD Live in America. Nel 2006 il gruppo pubblica Focus 9/New skin, album che incontrò il favore del pubblico e della critica ma passa tuttavia inosservato per il mercato di massa. La nuova formazione comprende il batterista originale Pierre van der Linden, il bassista Bobby Jacobs e il chitarrista Niels van der Steenhoven, che si era già presentato durante i provini per Focus 8. Attualmente i Focus si esibiscono in tournée prevalentemente nei Paesi Bassi e nel Nord Europa, dal 2007 sono in rete e hanno iniziato una tournée che riprende in mano l'ultimo album e rivista i pezzi storici del gruppo.

## Formazione

### Formazione attuale
- Thijs van Leer - voce, flauto, Hammond (1969-1978, 1985 - presente)
- Niels van der Steenhoven - chitarra (2006-presente)
- Bobby Jacobs - basso (2001-presente)
- Pierre van der Linden - batteria (1971-1974, 2004 - presente)

### Ex componenti
- Hans Cleuver – batteria (1969-1970)
- Martin Dresden – basso (1969-1970)
- Cyril Havermans – basso (1971-1973)
- Jan Akkerman – chitarra (1970-1976)
- Bert Ruiter – basso (1973-1978)
- Colin Allen – batteria (1974)
- David Kemper – batteria (1975-1978)
- Philip Catherine – chitarra (1976-1978)
- P. J. Proby – voce (1978)
- Jan Dumée – chitarra (2001-2006)
- Bert Smaak – batteria (2001-2004)

## Discografia

### Album in studio
- 1970 – Focus Plays Focus / In and Out of Focus
- 1971 – Focus II / Moving Waves
- 1972 – Focus III
- 1974 – Hamburger Concerto
- 1975 – Mother Focus
- 1978 – Focus con Proby
- 2003 – Focus 8
- 2006 – Focus 9/New Skin
- 2012 – Focus X
- 2014 – Golden Oldies
- 2019 -  Focus 11

### Album dal vivo
- 1973 – At the Rainbow
- 2004 – Live at the BBC

### Raccolte
- 1976 – Ship of Memories
- 1985 – Focus
- 1994 – Hocus Pocus (Best Of)

### Singoli
- 1970 – Why Dream
- 1971 – House of the King
- 1972 – Tommy/Focus II
- 1973 – Hocus Pocus 2
- 1973 – Sylvia/Love Remembered
- 1974 – Harem Scarem
- 1975 – Mother Focus